# Municipio de Vingåker
Vingåker (en sueco: Vingåkers kommun) es un municipio en la provincia de Södermanland, al sureste de Suecia. Su sede se encuentra en la localidad de Vingåker. El municipio actual se formó en 1971 por la fusión de Vingåker y Österåker.

## Localidades
Hay 5 áreas urbanas (tätort) en el municipio:
| # | Tätort    | Población |
| - | --------- | --------- |
| 1 | Vingåker  | 4768      |
| 2 | Högsjö    | 680       |
| 3 | Baggetorp | 476       |
| 4 | Marmorbyn | 372       |
| 5 | Läppe     | 249       |